# Dilophus pectoralis
Dilophus pectoralis är en tvåvingeart som beskrevs av Christian Rudolph Wilhelm Wiedemann 1828. Dilophus pectoralis ingår i släktet Dilophus och familjen hårmyggor. Inga underarter finns listade i Catalogue of Life.